# 乔治·盖尔斯
乔治·盖尔斯（英語：George Gyles，1877年11月17日—1959年2月5日），加拿大男子帆船运动员。他曾代表加拿大参加1932年夏季奥林匹克运动会帆船比赛，获得一枚银牌。他于1959年在温哥华去世。